# 姜世襄
姜世襄（1918年—2014年8月5日），中华人民共和国造纸学家。
早年留学日本京都大学人造纤维专业。1943年回国后进入哈尔滨造纸厂任技师长、1946年任哈尔滨化学社工程师。1948年任东北计划委员会、东北人民政府地方工业局造纸组长。1950年调入中央地方工业部、轻工业部造纸工业管理局。1960年调至辽宁工业纸板厂任总工程师。曾任辽宁省造纸学会副理事长兼秘书长。2014年8月去世。